# Trepalium
I Trepalium sono un gruppo technical death metal francese nato a Deux-Sèvres nel 2001.
Rispetto a molti gruppi dello stesso genere hanno un sound più pesante, ma non brutale, e non eseguono assoli virtuosistici.
Sono molto forti le influenze jazz, soprattutto nella parte ritmica.

## Formazione

### Formazione attuale
- Renato Di Folco - voce
- Harun Demiraslan - chitarra
- Nicolas Amossé - chitarra
- Ludo - basso
- Sylvain Bouvier - batteria

### Ex componenti
- Cèdric Punda (Kekè) - voce
- Guadagnino Aldrick - chitarra (solo live) (2006)

## Discografia

### Album in studio
- 2004 - Through the Absurd
- 2006 - Alchemik Clockwork of Disorder
- 2009 - XIII
- 2012 - H.N.P
- 2020 - From the Ground

### Ep
- 2014 - Voodoo Moonshine
- 2015 - Damballa's Voodoo Doll

### Demo
- 2002 - Psychic Storm
- 2003 - Pain's Threshold

## Videografia

### DVD
- 2005 - Holy Party
- 2006 - Hellfest DVD 2006
- 2009 - Hellfest DVD 2009